# 디트로이트 울버린스

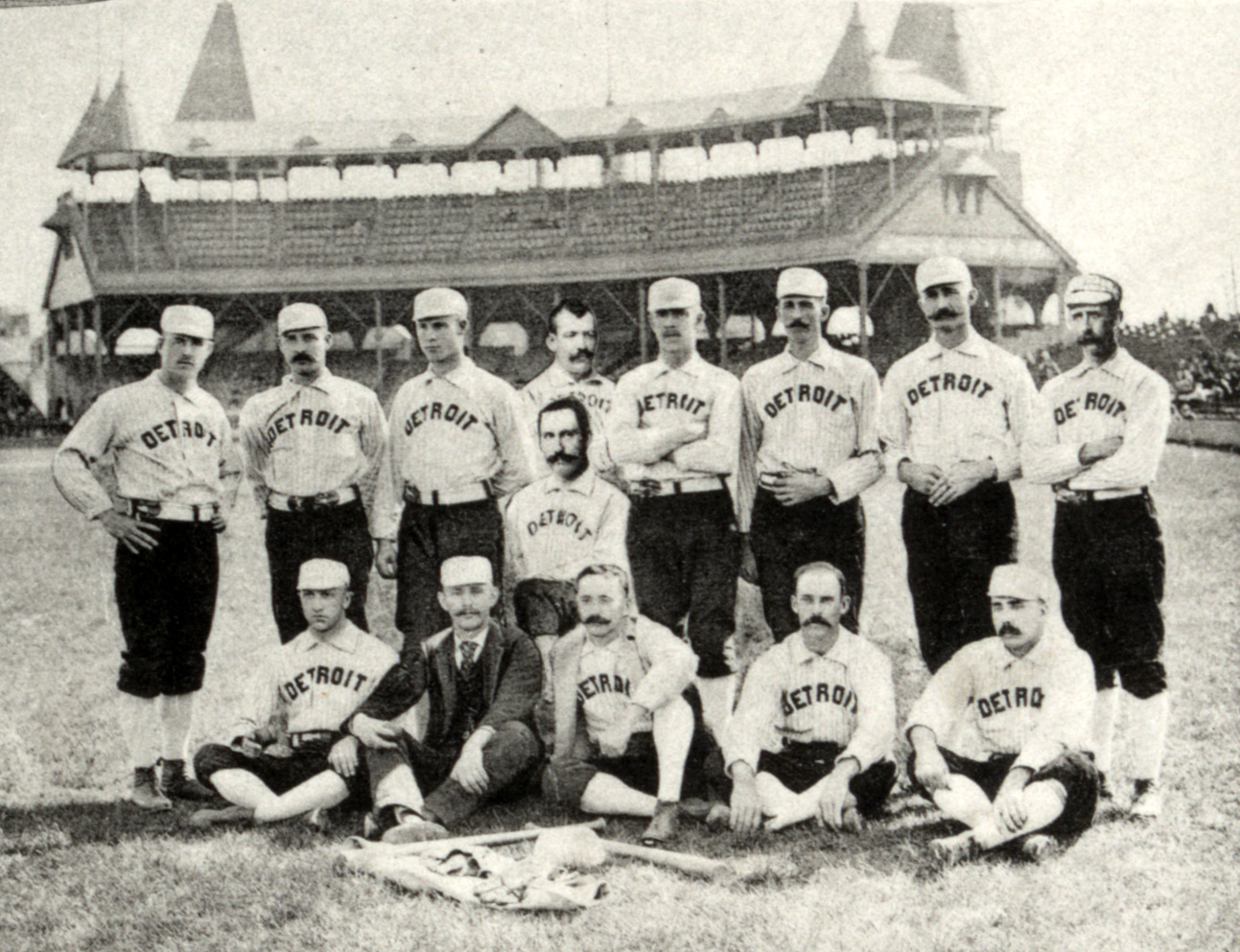
1888년 디트로이트 울버린스.

디트로이트 울버린스(Detroit Wolverines)는 메이저 리그 베이스볼 내셔널 리그에서 1881년부터 1888년까지 존재했던 19세기의 야구 팀으로, 미시간주 디트로이트를 연고지로 했다. 팀 통산 426승 437패를 기록했고, 1887년에 페넌트와 월드 시리즈 우승을 동시에 차지했다. 1888년 시즌 후 해체되었다.